# 最愛 (アルバム)
『最愛』（さいあい）は、1984年10月25日に発売された柏原芳恵のオリジナル・アルバム。
キャッチコピーは『誰にも言わないけど一番好きだったのは… 芳恵十九歳のモニュメント』。

## 制作
A面はシンガーソングライターである中島みゆきの楽曲、B面は歌謡曲やニューミュージックのカバー楽曲で構成され、全体を通してカバー楽曲が大半を占めているが、カバー・アルバムという位置付けにはなっておらず、オリジナル・アルバムとして発表されている。

## 再発売
LPの発売からおよそ3週間後の11月10日にCDが発売されて以降、CDの再発売はされていなかったが、2018年9月26日に『最愛+4』としてボーナス・トラック4曲が追加され、ユニバーサルミュージック合同会社よりSHM-CDが発売された。

## 収録曲

### LP

#### SIDE A
1. 最愛
作詞・作曲：中島みゆき、編曲：倉田信雄
  - 先行シングルのA面曲。
2. アザミ嬢のララバイ
作詞・作曲：中島みゆき、編曲：小野崎孝輔
  - 原曲は、中島のデビューシングル曲。
3. やさしい女
作詞・作曲：中島みゆき、編曲：飛沢宏元
  - 先行シングル「最愛」のB面曲。原曲は、中島のシングル「誘惑」のB面に収録されている。
4. カム・フラージュ
作詞・作曲：中島みゆき、編曲：萩田光雄
  - 16枚目のシングルA面曲。
5. 雪
作詞・作曲：中島みゆき、編曲：萩田光雄
  - 「カム・フラージュ」のB面曲。原曲は、中島のアルバム『臨月』に収録されている。

#### SIDE B
1. たわむれの恋のままに
作詞：豊広純子、作曲：白石公彦、編曲：梅垣達志
  - 原曲は、1982年に豊広純子が『第13回世界歌謡祭』出場時に披露した楽曲で[2]、同年12月16日にSMSレコードからシングルが発売された。
2. オー・マイ・ラブ
作詞・作曲：田熊早苗、編曲：梅垣達志
  - 原曲は、高木麻早の1973年のアルバム『高木麻早』に収録されている楽曲。
3. ラスト・ステーション
作詞・作曲：筒井法子、編曲：梅垣達志
  - このアルバム唯一の新曲[3]。
4. 片想い
作詞：安井かずみ、作曲：川口真、編曲：小野崎孝輔
  - 原曲は、1969年に槇みちるのシングル「鈴の音が聞こえる」のB面曲として発表された楽曲。1971年に中尾ミエがシングルとしてカバーして有名になった。
5. 六月の花嫁
作詞・作曲：谷山浩子、編曲：小野崎孝輔
  - 原曲は、香港の歌手ロウィナ・コルテスの1977年のアルバム『オー・マイ・ラブ』に収録されている楽曲。谷山自身も、1979年に発売されたシングル「あやつり人形」のB面にてセルフカバーした。

### CD
1. 最愛
2. アザミ嬢のララバイ
3. やさしい女
4. カム・フラージュ
5. 雪
6. たわむれの恋のままに
7. オー・マイ・ラブ
8. ラスト・ステーション
9. 片想い
10. 六月の花嫁

### 最愛+4（SHM-CD）
1. 最愛
2. アザミ嬢のララバイ
3. やさしい女
4. カム・フラージュ
5. 雪
6. たわむれの恋のままに
7. オー・マイ・ラブ
8. ラスト・ステーション
9. 片想い
10. 六月の花嫁
11. ロンリー・カナリア <ボーナス・トラック>
作詞・作曲：中島みゆき、編曲：梅垣達志
  - 20枚目のシングルA面曲。
12. 乳白色のプリズム <ボーナス・トラック>
作詞：島武実、作曲：宇崎竜童、編曲：馬飼野康二
  - 「ロンリー・カナリア」のB面曲。
13. 木旺日の秋 <ボーナス・トラック>
作詞：橋本淳、作曲：筒美京平、編曲：若草恵
  - ベストアルバム『モニュメント』に収録されている楽曲。
14. いったりきたりセレナーデ <ボーナス・トラック>
作詞：橋本淳、作曲：筒美京平、編曲：若草恵
  - ベストアルバム『モニュメント』に収録されている楽曲。